# Aurigny Air Services
Aurigny Air Services is een Britse luchtvaartmaatschappij met haar thuisbasis in Guernsey.

## Geschiedenis
Aurigny Air Services is opgericht in 1968 en kwam in 2003 in handen van de States of Aurigny en werd zo een deel van de Aurigny Anglo groep.

## Vloot
De vloot van Aurigny Air Services bestaat uit: (november 2023)
- 1 Embraer 195
- 4 ATR72-600
- 2 Dornier 228